# Olof Krumlinde
Carl Olof Theodor Krumlinde, född 31 mars 1856 i Ängelholm, död 1945 i Helsingborg, var en svensk bildkonstnär känd för sina landskapsmålningar och mariner.

## Biografi
Olof Krumlinde studerade vid Konstakademien för Per Daniel Holm 1876–1880, sedan i Düsseldorf och Paris 1881. Åren 1882–1883 var han verksam i Danmark. År 1885 deltog han i Opponenternas aktion mot Konstakademien och åren 1887–1905 var han åter verksam i Danmark. År 1906 gjorde han en resa till Schweiz och bosatte sig därefter i Helsingborg. Från 1870-talet och fram till 1890-talet tillbringade han sina somrar i Halmstad, och har framställt ett flertal målningar från staden och dess omgivningar. Krumlinde finns representerad vid Nationalmuseum i Stockholm.

## Galleri

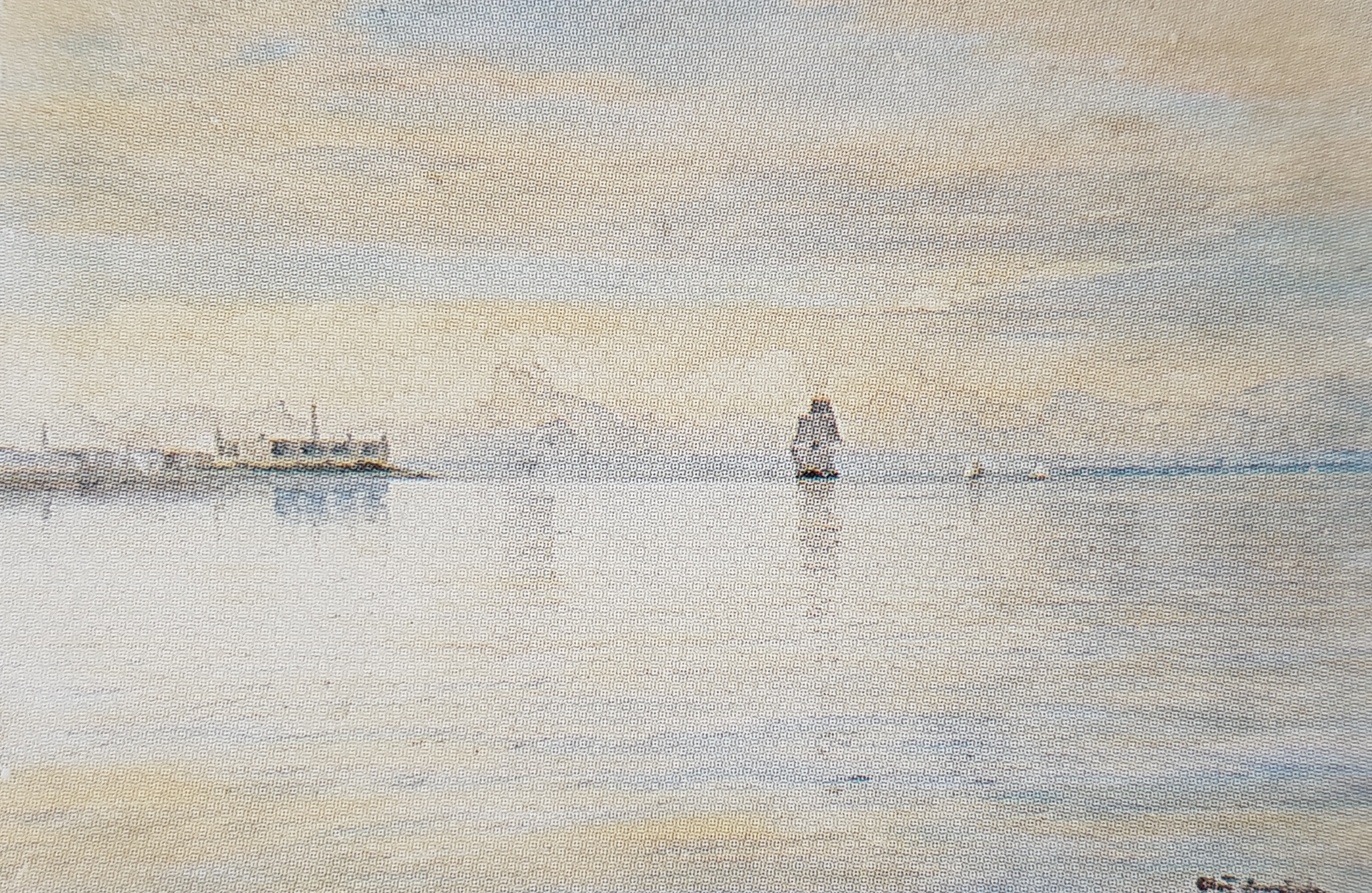
Motiv från Öresund (u. å. )
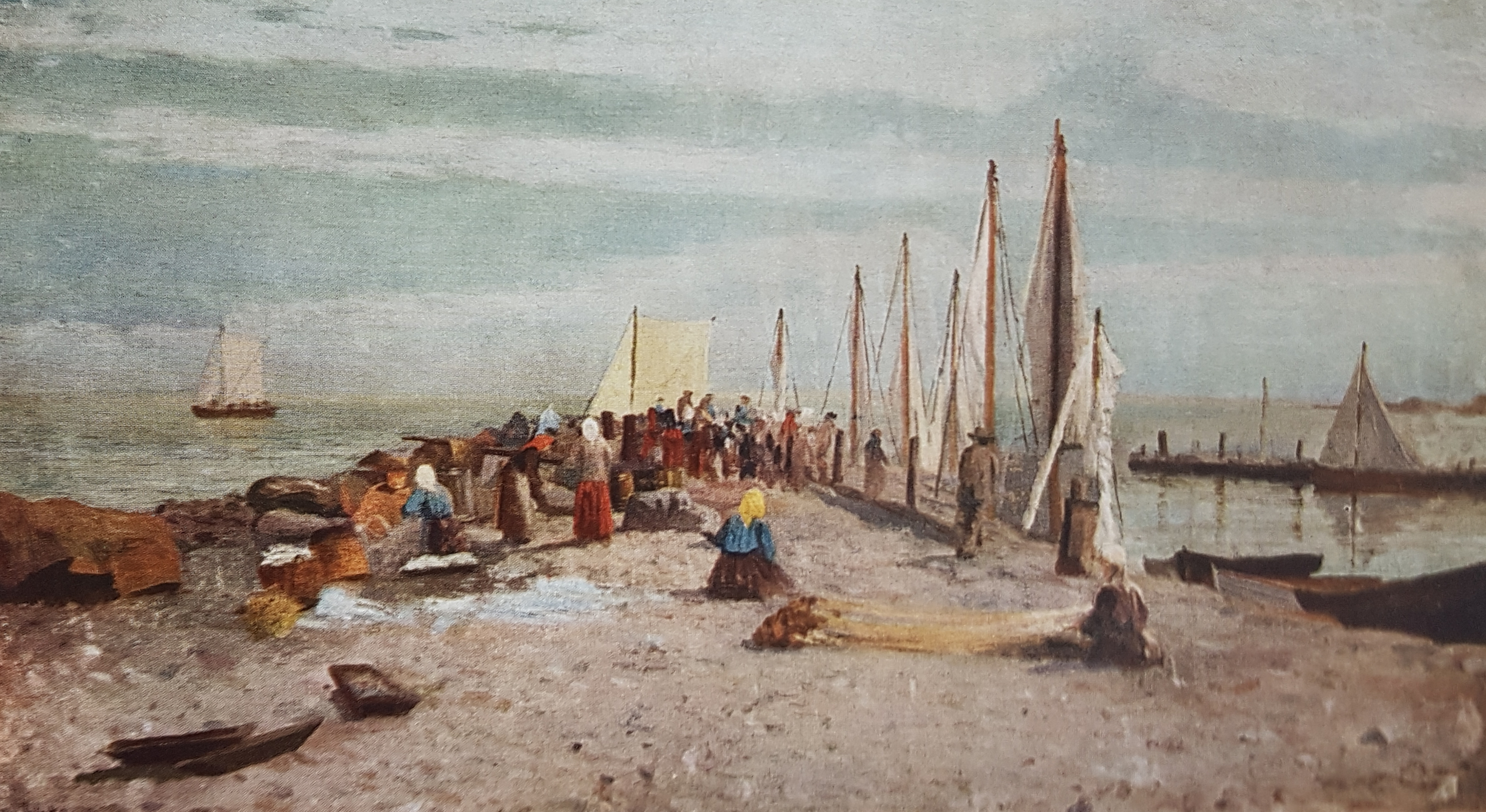
Arilds brygga (u. å.)